# O Chão dos Carneiros
{{Info/Lugares de Galiza
```
|nome segundo a AGAL       = O Chão dos Carneiros
|nome segundo a RAG        = O Chao dos Carneiros
|imagem      = 
|legenda     = 
|bandeira    = 
|coordenadas = 
43°32′54″N 7°51′17″O

|paróquia      = 
O Deveso

|concelho    = 
As Pontes de Garcia Rodrigues
```

```
|comarca     = 
Eume

|província   = 
Corunha

|área        = 
|altitude    = 
|população   =  0
|população_notas = 
[
1
]

|censo       = 2020
```

O Chao dos Carneiros é um lugar da paróquia do Deveso no concelho corunhês das Pontes de Garcia Rodrigues na comarca do Eume. Segundo o Instituto Galego de Estatística, en 2020 estava despovoado.

## Lugares e paróquias

### Lugares do Deveso
A Açoreira - A Besta - As Cavandelas - A Cabeceira - As Cancelas - O Casal do Paio - A Casanova - A Cernada - O Chão dos Carneiros - O Chão - O Esbedral - As Furnas - A Igreja - O Outeiro de Abaixo - O Outeiro de Arriba - Pereira - Recemonde - O Rego - Trambasmeras - Vilarinho - O Jarelo

### Paróquias de As Pontes de Garcia Rodrigues
- O Aparral (Santa Maria)
- Bermui (Santiago)
- O Deveso (Santa Maria)
- Espinharedo (Santa Maria)
- A Faeira (Sam Pedro)
- O Freixo (Sam Joám)
- Goente (San Martinho)
- As Pontes de Garcia Rodrigues (Santa Maria)
- Ribadeume (Santa María)
- Sam Pedro d'Eume (Sam Pedro)
- Seoane (San Joám)
- Somede (Sam Mamede)
- Vilavelha (Santa Maria)